# Edina Alves Batista
Edina Alves Batista (Brasil, 10 de enero de 1980) es una árbitro de fútbol brasileña desde 2016.

## Participaciones
Ha arbitrado en los siguientes torneos:
- Campeonato Brasileño de Serie A
- Copa Libertadores de América Femenina
- Copa América Femenina 2018
- Copa Mundial Femenina de Fútbol Sub-20 de 2018
- Copa Mundial Femenina de Fútbol de 2019
- Mundial de Clubes 2020
- Juegos Olímpicos 2020
- Copa Libertadores 2021
- Copa SheBelieves 2022
- Copa América Femenina 2022
- Torneo Maurice Revello de 2022
- Copa Mundial Femenina de Fútbol de 2023
- Copa América 2024